# Poxtla, Xilitla
Poxtla är en ort i Mexiko.   Den ligger i kommunen Xilitla och delstaten San Luis Potosí, i den centrala delen av landet, 210 km norr om huvudstaden Mexico City. Poxtla ligger 347 meter över havet och antalet invånare är 320.
Terrängen runt Poxtla är kuperad åt nordost, men åt sydväst är den bergig. Runt Poxtla är det ganska tätbefolkat, med 96 invånare per kvadratkilometer. Närmaste större samhälle är Tamazunchale, 18,9 km sydost om Poxtla. I omgivningarna runt Poxtla växer i huvudsak städsegrön lövskog.